# Clostridia
A Clostridia (szulfitredukáló anaerobok) a Firmicutes baktériumtörzs egy osztálya, amit a 16S rRNS szekvenciaanalízise alapján állítottak fel. Morfológiai, fiziológiai, ökológiai, sejtfal-kémiai jellemzőik alapján nagyon változatos csoport – például Gram-pozitív és Gram-negatív nemzetségek is tartoznak közéjük –, nem ismert az egyéb Firmicutes-taxonokkal szembeni autapomorfiájuk.
A Clostridia osztályba többségében Gram-pozitív, az obligát anaerobtól (ezek számára az oxigén mérgező) az aerotoleráns anaerobig terjedő, endospóraképző baktériumok tartoznak.
Molekuláris genetikai kutatások alapján az osztály monofiletikussága kétséges, az osztályon belüli kapcsolatok is bizonytalanok. A családok többsége a Clostridiales rendbe tartozik, de valószínűleg a rend felosztása is változni fog a jövőben.
Az osztályba tartoznak a fotoheterotróf heliobaktériumok, és a Clostridium génusz, amibe több halálos kórokozó tartozik:
- Clostridium perfringens  (gangréna, ételmérgezés)
- Clostridium difficile    (álhártyás vastagbélgyulladás)
- Clostridium tetani       (tetanusz)
- Clostridium botulinum    (botulizmus)
- Clostridium acetobutylicum
- Clostridium haemolyticum
- Clostridium novyi
- Clostridium oedematiens.

Az osztály létrehozását először a Bergey's Manual of Systematic Bacteriology 2005-ös második kiadásának második kötetében javasolták, de csak 2009-ben, a harmadik kötetben került leírásra, és 2010-ben jelent meg az International Journal of Systematic and Evolutionary Microbiology (IJSEM) hasábjain, ami szükséges volt az International Code of Nomenclature of Bacteria szerinti érvényes publikáláshoz. Ez a leírás tartalmazza a Clostridiales mellett a Halanaerobiales, Natranaerobiales (egyetlen család: Natranaerobiaceae) és a Thermoanaerobacteriales rendeket, és néhány izolált, be nem sorolt taxont.

## Rendek és családok listája
A List of Prokaryotic names with Standing in Nomenclature (LPSN) szerint a következő rendek és családok tartoznak az osztályba:
- Clostridiales Prévot 1953
  - Caldicoprobacteraceae Yokoyama et al. 2010
  - Clostridiaceae Pribram 1933
    - Clostridium (Prazmowski 1880) és 20 másik nemzetség

  - Eubacteriaceae Ludwig et al. 2010
  - Gracilibacteraceae Lee et al. 2010
  - Heliobacteriaceae[A 1]
  - Lachnospiraceae Rainey 2010
  - Peptococcaceae Rogosa 1971
  - Peptostreptococcaceae Ezaki 2010
  - Ruminococcaceae Rainey 2010
  - Syntrophomonadaceae Zhao et al. 1993
  - Veillonellaceae Rogosa 1971
- Halanaerobiales corrig. Rainey & Zhilina 1995
  - Halanaerobiaceae corrig. Oren et al. 1984
  - Halobacteroidaceae Zhilina & Rainey 1995
- Natranaerobiales Mesbah et al. 2007
  - Natranaerobiaceae Mesbah et al. 2007
- Thermoanaerobacterales
  - Thermoanaerobacteriaceae
  - Thermodesulfobiaceae Mori et al. 2004

Az osztályon belül bizonytalan helyzetű, incertae sedis az Epulopiscium fishelsoni, egy nagyméretű, rendkívüli mértékben poliploid baktériumfaj.

## Fordítás
- Ez a szócikk részben vagy egészben a Clostridia című angol Wikipédia-szócikk ezen változatának fordításán alapul.  Az eredeti cikk szerkesztőit annak laptörténete sorolja fel. Ez a jelzés csupán a megfogalmazás eredetét és a szerzői jogokat jelzi, nem szolgál a cikkben szereplő információk forrásmegjelöléseként.
- Ez a szócikk részben vagy egészben a Clostridia című német Wikipédia-szócikk ezen változatának fordításán alapul.  Az eredeti cikk szerkesztőit annak laptörténete sorolja fel. Ez a jelzés csupán a megfogalmazás eredetét és a szerzői jogokat jelzi, nem szolgál a cikkben szereplő információk forrásmegjelöléseként.